# Sorry Not Sorry (Los Simpson)
«Sorry Not Sorry» (titulado «Lo siento, no lo siento» en Hispanoamérica y «Lo siento, pero no lo siento» en España) es el noveno episodio de la trigésimasegunda temporada de la serie de televisión animada estadounidense Los Simpson, y el episodio 693 en total. Se emitió en Estados Unidos en Fox el 6 de diciembre de 2020. El episodio fue dirigido por Rob Oliver y escrito por Nell Scovell. Este fue el segundo episodio de Los Simpson de Scovell como guionista, tras un paréntesis de casi 30 años desde su episodio de la temporada 2 «One Fish, Two Fish, Blowfish, Blue Fish».
En este episodio, Lisa está enfadada porque la señorita Hoover puso a todos la misma nota en un proyecto, así que la sigue hasta su casa para conocer su punto de vista. El episodio recibió críticas positivas.

## Trama
Lisa, emocionada por compartir con la clase su proyecto de diorama «¿Quién te inspira?», crea un rap sobre su tema que supera el límite de tiempo establecido por la señorita Hoover para toda la clase. Cuando Hoover (que se ha quedado en el suelo debido a su combinación de dolor de espalda y pereza) utiliza una aplicación de mensajería automática para poner a todos los alumnos de la clase (incluso a Ralph) la misma nota de notable, Lisa la llama pirata y se niega a disculparse. La envían a detención, donde los matones se portan mal con ella hasta que Bart los ahuyenta con una bomba fétida y sugiere que Lisa le diga a Hoover que está «empapada» en lugar de «lo siento». Lisa lo intenta, pero Hoover se da cuenta y se enfada con ella.
El jardinero Willie sugiere que Lisa intente decir «lo siento». Lisa lo intenta, pero no puede hacerlo, así que decide seguir a Hoover hasta su casa para ver si puede empatizar con ella. Tras montar en multitud de vehículos destartalados y sucios para seguirla, e incluso bajar una colina sobre una caja de cartón (algo que Hoover hace para no hacerse daño en la espalda), Lisa ve cómo es la solitaria vida de Hoover y se apiada de ella. Le compra una silla nueva con reposapiés y le dice que lo siente. Hoover se muestra reacia a aceptar sus disculpas hasta que se da cuenta de que la silla tiene una función de masaje. Cuando Lisa le dice educada pero firmemente que se ha esforzado mucho por enmendarlo, la Srta. Hoover decide ajustar la nota del diorama de Lisa a un notable alto. Lisa está contenta con esto, hasta que Ralph también recibe un notable alto, para disgusto de Lisa.

## Producción
En 2020, Fox publicó siete imágenes promocionales del episodio. «Sorry Not Sorry» se estrenó el 6 de diciembre de 2020. El episodio fue dirigido por Rob Oliver y escrito por Nell Scovell, y es el primer episodio escrito por Scovell en 30 años.

## Recepción

### Audiencia
El episodio obtuvo una audiencia de 0,6 y fue visto por 1,66 millones de espectadores, siendo el programa más visto de Fox esa noche.

### Respuesta de la crítica
Tony Sokol de Den of Geek dio al episodio 4,5 de 5 estrellas. Encontró que la disculpa funciona porque lograron el suspenso, y disfrutó el giro del soborno. Jesse Bereta de Bubbleblabber valoró el episodio con un 7 sobre 10. En su opinión, el episodio ha sido fresco y ha desafiado el statu quo.